# Lionel Martin
Lionel Martin fue el fundador de la empresa automovilística Aston Martin.
Lionel y Robert Banford abrieron un pequeño taller en 1913 en el que carrozan un vehículo para llevarlo a una carrera de la subida al monte Aston Clinton, de ahí el nombre de la empresa.

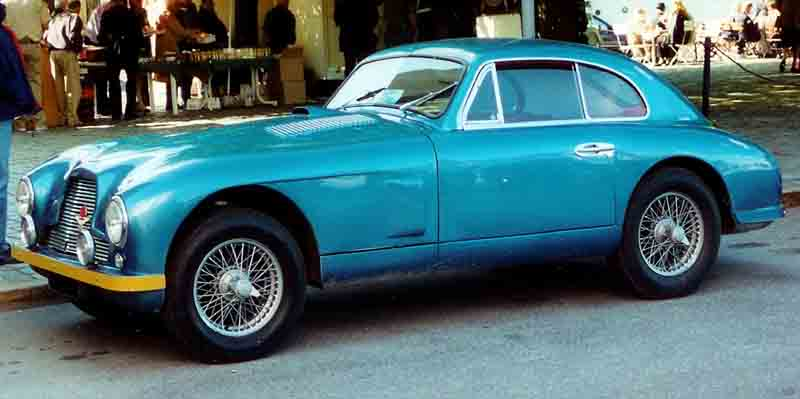
Cupé Aston Martin DB2.

Lionel fue el encargado de alzarse con la victoria en su momento con un coche formado a partir del chasis de un Fraschini con un motor de 1,4 L.
Esto al parecer hizo prosperar una empresa a la que Lionel dedicaría su vida y su propio dinero.
Desde los comienzos la insignia estaba formada por unas alas con las letras de Aston Martin en su interior, pero con una forma muy distinta a la actual (forma de V).
En 1947 David Brown compró la empresa y ésta empezó a ganar prestigio. Las siglas DB que encabezan el nombre de la mayoría de sus vehículos se deben al nombre de este empresario.